# Islandia en los Juegos Paralímpicos de Atenas 2004
Islandia estuvo representada en los Juegos Paralímpicos de Atenas 2004 por tres deportistas, dos hombres y una mujer.

## Medallistas
El equipo paralímpico islandés obtuvo las siguientes medallas:
| Nombre                | Deporte   | Evento                    |
| --------------------- | --------- | ------------------------- |
| Oro                   |           |                           |
| Kristin Hakonardottir | Natación  | 100 m espalda S7 femenino |
| Plata                 |           |                           |
| Jón Halldórsson       | Atletismo | 100 m T35 masculino       |
| Jón Halldórsson       | Atletismo | 200 m T35 masculino       |
| Kristin Hakonardottir | Natación  | 100 m braza SB7 femenino  |
| Bronce                |           |                           |
| —                     |           |                           |